# 주한 콩고 민주 공화국 대사관
주한 콩고 민주 공화국 대사관(프랑스어: Ambassade de la République démocratique du Congo en Corée)은 대한민국 서울특별시 용산구 이태원동 5-6(서울 용산구 회나무로 73-1)에 위치하고 있는 콩고 민주 공화국 대사관이다. 현직 주한 콩고 민주 공화국 대사는 일레카 아토키이다.

## 역사
콩고 민주 공화국은 1960년 독립 당시에는 콩고 공화국이라고 하였으나 1964년 콩고 민주 공화국, 1971년 자이르, 1997년 5월 지금의 국명으로 바꾸었다. 남북한 동시 수교국으로 대한민국과는 1963년 4월에, 조선민주주의인민공화국과는 1972년 2월에 수교 관계를 맺었으며, 남한과 북한에 상주 공관이 설치되어 있다. 대한민국은 1998년 12월 콩고 민주 공화국 상주 대사관을 폐쇄하였다가 2005년 9월에 1인 상주 공관을 개설하였고, 2008년 7월 이를 대사관으로 승격하였다.
1969년 의료협력협정, 1980년 경제기술과학사회 및 문화협력에 관한 일반협정, 1981년 무역협정, 문화협정, 1990년 투자보장협정을 체결하였으며, 1982년 6월 자이르 대통령 모부투 세세 세코가 내한하였다. 1999년 대한민국은 컴퓨터, 노트북 컴퓨터, 프린터 및 부품 등 3만 달러 상당의 물품을 무상 원조하였다.

## 주요 업무
주요 업무는 대한민국 정부와의 정치적, 경제적, 사회적, 문화적 협력, 외교, 경제 정보 수집, 수출, 통상 진흥, 외교 정책 홍보, 문화, 학술, 체육 교류 협력, 대한민국 거주 콩고 민주 공화국 국민의 보호, 육성, 국적, 호적, 여권 업무 및 콩고 민주 공화국을 방문하는 외국인에 대한 사증 발급 등이다.

## 같이 보기
- 콩고 민주 공화국의 재외공관 목록
- 대한민국 주재 외국공관 목록
- 주콩고 민주 공화국 대한민국 대사관
- 대한민국-콩고 민주 공화국 관계